# Clément Grenier
Pour les articles homonymes, voir Grenier (homonymie).
Clément Grenier, né le 7 janvier 1991 à Annonay, est un footballeur international français qui évolue au poste de milieu de terrain.

## Biographie

### Olympique lyonnais

#### Formation
Après quelques années de pratique au FC Annonay, Clément Grenier arrive à l'Olympique lyonnais à l'âge de 11 ans. Il répète ses gammes avec les différents formateurs de l'OL qui le font travailler quotidiennement. Il continue sa progression au travers des championnats nationaux réunissant les meilleures équipes et les meilleurs joueurs de l'hexagone. Régulièrement surclassé, il intègre très vite la réserve professionnelle (CFA) pour y finir sa formation et passer le dernier cap qui le mène à l'équipe première.

#### Débuts avec les professionnels
Successivement sous contrat aspirant et stagiaire professionnel, l'OL lui propose son premier contrat professionnel à 17 ans, qu'il paraphe en mai 2008 pour une durée de trois ans. Une belle marque de confiance de la part des dirigeants lyonnais à l'égard de Grenier qui intègre définitivement le groupe professionnel dans la foulée.
Le 26 septembre 2009, il dispute son premier match en professionnel en rentrant à cinq minutes de la fin contre le Toulouse FC, lors de la 7e journée du championnat 2009-2010, pour une victoire (2-1).
Il remporte le championnat de France des réserves professionnelles trois années consécutives entre 2009 et 2011.

#### Affirmation dans l'équipe première
L'arrivée de Rémi Garde, ancien directeur du centre de formation de l'OL devenu entraîneur du club, lui laisse espérer franchir un nouveau palier dans sa progression. En pleine réflexion, il s'interroge sur le meilleur poste auquel évoluer et pourrait s'orienter vers un rôle de milieu relayeur.
Le 10 avril 2012 à l'occasion de la demi-finale de Coupe de France face au Gazélec Ajaccio, il marque son premier but avec les professionnels sous le maillot lyonnais (victoire 4-0). Coupe qu'il remporte le 28 avril 2012 face à Quevilly (1-0), entrant en jeu pour les 24 dernières minutes. C'est son premier trophée en professionnel avec l'Olympique lyonnais. Finaliste de la Coupe de la Ligue durant la même saison, il ne réalise pas le doublé après une défaite au stade de France 1 à 0 après prolongations.

#### Élément fort de l'Olympique lyonnais
Durant la trêve estivale, il remporte le Trophée des champions à New York face à Montpellier alors fraîchement champion de France.
Il marque son premier but en Ligue 1 contre Valenciennes le 1er septembre 2012. Le 17 février 2013, il inscrit un doublé contre Bordeaux, son premier en Ligue 1. Au printemps 2013, il aide son équipe à décrocher la troisième place de Ligue 1, qui offre une place en Ligue des champions pour la quatorzième fois en quinze ans pour l'Olympique lyonnais. Auteur d'un but en toute fin de match (93e) à Montpellier, il permet à l'OL de décrocher une précieuse victoire (2-1) à la Mosson. Enfin, lors de l'ultime journée, il libère Gerland d'un coup franc, son deuxième consécutif, rappelant ceux de Juninho, qui permet alors à l'Olympique lyonnais d'assurer la victoire et ainsi de conserver sa troisième place après son succès obtenu face au Stade rennais (2-0). Clément Grenier reçoit alors une première convocation avec l'équipe de France pour le stage en Amérique du Sud,.
Le 11 juillet 2013, Clément Grenier prolonge son contrat avec l'Olympique lyonnais jusqu'en 2016.

#### Enchainement d'ennuis physiques
Il se blesse aux adducteurs à la fin de la saison 2013-2014 et reste éloigné des terrains jusqu'en avril 2015. Cette blessure le prive de la Coupe du monde au Brésil et d'une grande partie de la saison 2014-2015. Il fait son retour sur les terrains le 15 avril 2015 en entrant en jeu à la 62e minute à la place de Steed Malbranque contre le SC Bastia et délivre une passe décisive à Mohamed Yattara (victoire 2-0, 32e journée). Il rentre de nouveau en jeu lors de la 33e journée avant de connaitre sa première titularisation de la saison le 26 avril 2015 face au Stade de Reims où il délivre une nouvelle passe décisive (victoire 2-4, 34e journée). Il enchaine les matchs et les prestations décisives en ouvrant la marque lors de la 35e journée face à Evian (victoire 2-0). Sa saison quasi-blanche se termine ainsi sur six apparitions (dont quatre titularisations) pour tout de même un but et deux passes décisives.
Le 25 juillet 2015, en match de pré-saison contre Arsenal (défaite 6-0), il se blesse à la jambe en première période et doit céder sa place. Rentré à Lyon pour passer des examens complémentaires, le milieu apprend qu'il souffre d'une rupture totale du quadriceps de la jambe gauche. Il manque ainsi le début de saison de Lyon, étant éloigné des terrains pour une longue durée. Il fait son retour sur les terrains avec l'équipe réserve de Lyon à la fin novembre. Quelques jours plus tard, le milieu offensif entre en jeu lors d'une défaite 4-2 contre Montpellier et dispute ainsi son premier match officiel depuis le mois de mai. La journée suivante, à nouveau remplaçant, Grenier est victime d'un choc avec le joueur d'Angers Cheikh Ndoye qui lui laisse une impressionnante bosse au niveau de l'arcade sourcilière. Il connait finalement sa première titularisation de la saison le 14 décembre 2015, lors de la lourde défaite 5 à 1 au Parc des Princes. Il est à cette occasion utilisé dans une position peu habituelle pour lui, dans le couloir gauche de l'attaque lyonnaise. Le 9 janvier 2016, jour de l’inauguration du nouveau stade de l'OL, il sert Alexandre Lacazette qui ouvre le score contre l'ESTAC. Lors de la 35e journée, il inscrit un but sur coup-franc important contre Toulouse qui permet à l'OL de revenir dans le match avant de l'emporter 3-2 en fin de match. Au cours de la première partie de la saison 2016-2017, bien que n'étant pas blessé, il ne débute aucun match et joue seulement 35 minutes en Ligue 1 et 12 minutes en Ligue des champions. Le 28 janvier 2017, il est prêté avec option d'achat jusqu'à la fin de saison à l'AS Rome.

#### Prêt en Italie
Il dispute 10 jours après son arrivée, son premier match sous ses nouvelles couleurs, en rentrant pour les dernières minutes contre la Fiorentina.
Il est titularisé pour la première fois lors de la 28e journée et un déplacement à Palerme où il délivre une passe décisive pour Stephan El Shaarawy.
Malgré des prestations parfois convaincantes, il joue peu (six apparitions pour seulement une titularisation) et la Roma ne lève pas l'option d'achat.

#### Retour à l'Olympique lyonnais
Lors de la saison 2017-2018, Bruno Génésio ne semble pas compter sur lui dans son 4-2-3-1. Pour preuve, il le laisse évoluer avec l'équipe réserve, en National 2. Il réalise des prestations de bonne facture puisque pour ses trois premiers matchs, il inscrit trois buts et délivre deux passes décisives. Le 23 septembre 2017, contre le Dijon FCO, il rejoue enfin quelques minutes en Ligue 1. S'il n'est pas décisif au cours du nul 3-3 concédé par son équipe, ce match lui permet néanmoins de jouer son premier match professionnel avec l'OL depuis décembre 2016. Ses pépins de santé incitent Jean-Michel Aulas à lui demander de patienter pour gagner du temps de jeu. Son faible temps de jeu et l'impression d'un manque de considération amènent Grenier à affirmer vouloir quitter son club formateur : « Je veux partir de Lyon, je veux jouer. Honnêtement, je n'ai plus le choix ».

### Transfert à l'En avant Guingamp
Le 31 janvier 2018, le club d'En avant Guingamp annonce la signature de Clément Grenier pour un contrat d’une année et demie. La présence d'Antoine Kombouaré et de son ancien coéquipier à Lyon, Jimmy Briand, ont fortement joué sur sa décision de rejoindre le club. Dès son arrivée, il s'impose comme un titulaire au poste de milieu offensif dans le onze guingampais. Il marque un premier but sur pénalty, puis son premier coup-franc direct depuis un an et demi. Lors du choc contre l'Olympique de Marseille, il inscrit son premier doublé sous le maillot guingampais et permet à son équipe d'obtenir un nul 3-3. Le 22 juillet 2018, Clément Grenier quitte le club breton après le match amical de l'En avant Guingamp contre Brest.

### Stade rennais FC

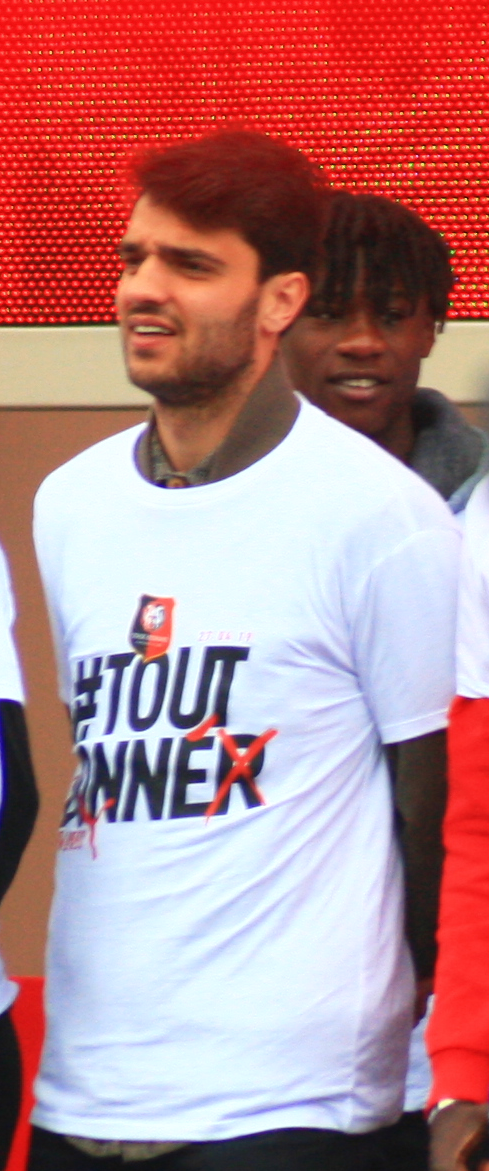
Clément Grenier, à Rennes, après sa victoire en coupe de France, le 28 avril 2019

Le 24 juillet 2018, le club du Stade rennais FC annonce la signature de Clément Grenier pour un contrat de trois ans. Il participe à l’aventure rennaise en Ligue Europa 2018-2019, au cours de laquelle il marque face au Dynamo Kiev et au FK Jablonec pendant la phase de poule. Le Stade rennais est éliminé en huitièmes de finale par Arsenal (4-3 score cumulé), futur finaliste de la compétition.
Clément Grenier remporte la Coupe de France face au PSG 2-2 (6-5 aux tirs au but), match au cours duquel il donne une passe décisive à Mexer. Il transforme également un tir au but lors de cette finale de la Coupe de France, titre attendu à Rennes depuis 48 ans.
Le 24 mai 2021 le club officialise son départ par le non-renouvellement de son contrat.

### Olympique lyonnais
Il fait son retour à Lyon le 11 octobre 2021 afin de s’entraîner avec la réserve de son ancien club.

### RCD Majorque
Le 3 mars 2022, il signe au RCD Majorque jusqu’à la fin de la saison avec une année supplémentaire en option. Lors de la dernière journée de Liga, il marque son premier but sous le maillot majorquin face à Osasuna (victoire 2-0). Cette victoire permet au club de se maintenir dans l’élite. À la fin de la saison, son contrat est prolongé jusqu’en juin 2024.
Son contrat est résilié le 1er septembre 2023.

### Racing Santander
Il signe dans la foulée au Racing Santander un contrat d’un an.

### En sélection nationale

#### Équipe de France des - de 19 ans
Grenier est champion d'Europe des moins de 19 ans avec l'Équipe de France en 2010.

#### Équipe de France des - de 20 ans
Il est sélectionné parmi les 21 joueurs qui disputent le Mondial U20 en Colombie. Il commence la compétition en tant que remplaçant mais devient titulaire pour les matchs à élimination directe. La France est éliminée en demi-finale par le Portugal et finira quatrième. Grenier délivre 3 passes décisives en 7 apparitions.

#### Équipe de France espoirs
Grâce à ses bonnes prestations avec l'OL, il est sélectionné avec les espoirs français pour le match face à l'Italie le 28 février 2012, il est titularisé et sort à la 75e minute, remplacé par son coéquipier de club, Gueida Fofana score final 1-1.

#### Équipe de France
Il est appelé pour la première fois par le sélectionneur Didier Deschamps pour une tournée amicale en Amérique du Sud, à la suite des blessures de Samir Nasri,,. Le 5 juin 2013, il honore sa première sélection face l'Uruguay. Il jouera 20 minutes pendant le match Belgique-France, il récoltera un carton jaune à peine rentré en jeu.
Le 13 mai 2014, il est sélectionné dans la liste des 23 joueurs qui représenteront la France lors de la Coupe du monde au Brésil. Finalement touché aux adducteurs, il déclare forfait à 6 jours du début du mondial. Il sera remplacé par Morgan Schneiderlin.

## Statistiques

### Parcours professionnel
| Saison                | Club                  | Championnat           | Championnat | Championnat | Championnat | Coupe(s) nationale(s) | Coupe(s) nationale(s) | Coupe(s) nationale(s) | Supercoupe | Supercoupe | Supercoupe | Compétition(s) continentale(s) | Compétition(s) continentale(s) | Compétition(s) continentale(s) | Compétition(s) continentale(s) | France | France | France | Total | Total | Total |
| Saison                | Club                  | Division              | M.          | B.          | P.d.        | M.                    | B.                    | P.d.                  | M.         | B.         | P.d.       | Comp.                          | M.                             | B.                             | P.d.                           | M.     | B.     | P.d.   | M.    | B.    | P.d.  |
| 2009-2010             | Olympique lyonnais    | Ligue 1               | 3           | 0           | 0           | -                     | -                     | -                     | -          | -          | -          | C1                             | -                              | -                              | -                              | -      | -      | -      | 3     | 0     | 0     |
| 2010-2011             | Olympique lyonnais    | Ligue 1               | 7           | 0           | 0           | 2                     | 0                     | 0                     | -          | -          | -          | C1                             | -                              | -                              | -                              | -      | -      | -      | 9     | 0     | 0     |
| 2011-2012             | Olympique lyonnais    | Ligue 1               | 21          | 0           | 2           | 7                     | 1                     | 1                     | -          | -          | -          | C1                             | 2                              | 0                              | 1                              | -      | -      | -      | 30    | 1     | 4     |
| 2012-2013             | Olympique lyonnais    | Ligue 1               | 28          | 7           | 5           | -                     | -                     | -                     | -          | -          | -          | C3                             | 5                              | 0                              | 3                              | 2      | 0      | 0      | 35    | 7     | 8     |
| 2013-2014             | Olympique lyonnais    | Ligue 1               | 28          | 4           | 5           | 4                     | 1                     | 0                     | -          | -          | -          | C1+C3                          | 4+5                            | 1+1                            | 1+1                            | 3      | 0      | 0      | 44    | 7     | 7     |
| 2014-2015             | Olympique lyonnais    | Ligue 1               | 6           | 1           | 2           | -                     | -                     | -                     | -          | -          | -          | C3                             | 1                              | 0                              | 0                              | -      | -      | -      | 7     | 1     | 2     |
| 2015-2016             | Olympique lyonnais    | Ligue 1               | 18          | 2           | 3           | 4                     | 0                     | 0                     | -          | -          | -          | C1                             | 1                              | 0                              | 0                              | -      | -      | -      | 23    | 2     | 3     |
| 2016-2017             | Olympique lyonnais    | Ligue 1               | 4           | 0           | 0           | 1                     | 0                     | 0                     | -          | -          | -          | C1                             | 1                              | 0                              | 0                              | -      | -      | -      | 6     | 0     | 0     |
| 2017-2018             | Olympique lyonnais    | Ligue 1               | 1           | 0           | 0           | 1                     | 0                     | 0                     | -          | -          | -          | C3                             | -                              | -                              | -                              | -      | -      | -      | 2     | 0     | 0     |
| Sous-total            | Sous-total            | Sous-total            | 116         | 14          | 17          | 19                    | 2                     | 1                     | -          | -          | -          | -                              | 19                             | 2                              | 6                              | 5      | 0      | 0      | 159   | 18    | 24    |
| 2016-2017             | AS Rome (prêt)        | Série A               | 6           | 0           | 1           | 0                     | 0                     | 0                     | -          | -          | -          | C3                             | -                              | -                              | -                              | -      | -      | -      | 6     | 0     | 1     |
| 2017-2018             | EA Guingamp           | Ligue 1               | 15          | 5           | 4           | 0                     | 0                     | 0                     | -          | -          | -          | -                              | -                              | -                              | -                              | -      | -      | -      | 15    | 5     | 4     |
| 2018-2019             | Stade rennais FC      | Ligue 1               | 33          | 2           | 6           | 6                     | 0                     | 1                     | -          | -          | -          | C3                             | 9                              | 2                              | 1                              | -      | -      | -      | 48    | 4     | 8     |
| 2019-2020             | Stade rennais FC      | Ligue 1               | 11          | 1           | 0           | 1                     | 0                     | 0                     | 1          | 0          | 0          | C3                             | 4                              | 0                              | 1                              | -      | -      | -      | 17    | 1     | 1     |
| 2020-2021             | Stade rennais FC      | Ligue 1               | 23          | 4           | 3           | 0                     | 0                     | 0                     | -          | -          | -          | C1                             | 5                              | 0                              | 0                              | -      | -      | -      | 28    | 4     | 3     |
| Sous-total            | Sous-total            | Sous-total            | 67          | 7           | 9           | 7                     | 0                     | 1                     | 1          | 0          | 0          | -                              | 18                             | 2                              | 2                              | -      | -      | -      | 93    | 9     | 12    |
| 2021-2022             | RCD Majorque          | Liga                  | 5           | 1           | 0           | 0                     | 0                     | 0                     | -          | -          | -          | -                              | -                              | -                              | -                              | -      | -      | -      | 5     | 1     | 0     |
| 2022-2023             | RCD Majorque          | Liga                  | 21          | 0           | 0           | 3                     | 1                     | 0                     | -          | -          | -          | -                              | -                              | -                              | -                              | -      | -      | -      | 24    | 1     | 0     |
| Sous-total            | Sous-total            | Sous-total            | 26          | 1           | 0           | 3                     | 1                     | 0                     | -          | -          | -          | -                              | -                              | -                              | -                              | -      | -      | -      | 29    | 2     | 0     |
| 2023-2024             | Racing de Santander   | LaLiga 2              | 24          | 1           | 0           | 1                     | 0                     | 0                     | -          | -          | -          | -                              | -                              | -                              | -                              | -      | -      | -      | 25    | 1     | 0     |
| Total sur la carrière | Total sur la carrière | Total sur la carrière | 254         | 28          | 31          | 30                    | 3                     | 2                     | 1          | 0          | 0          | -                              | 37                             | 4                              | 7                              | 5      | 0      | 0      | 327   | 35    | 40    |

## Palmarès
| Olympique lyonnais (5) | AS Rome                           | Stade rennais FC (1)                                                              | Équipe de France (1) |
| --- | --------------------------------- | --------------------------------------------------------------------------------- | --- |
| - Coupe de France - Vainqueur en 2012 - Trophée des Champions - Vainqueur en 2012 - Coupe de la Ligue - Finaliste en 2012 et 2014 - Championnat de France - Vice-champion en 2010, 2015 et 2016 - Championnat de France des réserves professionnelles - Champion en 2009, en 2010 et en 2011 | - Serie A - Vice-champion en 2017 | - Coupe de France - Vainqueur en 2019 - Trophée des champions - Finaliste en 2019 | - Championnat d'Europe des moins de 19 ans - Champion en 2010 - Championnat d'Europe des moins de 17 ans - Vice-champion en 2008 - Coupe du Monde des moins de 20 ans - 4e en 2011 |